# Petite-Île
Petite-Île è un comune francese di 11 691 abitanti situato nel dipartimento d'oltre mare di Réunion.

## Amministrazione

### Sindaci di Petite-Île
| Periodo | Periodo   | Primo cittadino  | Partito            | Carica  | Note |
| ------- | --------- | ---------------- | ------------------ | ------- | ---- |
| 1983    | 2008      | Christophe Payet | Partito Socialista | Sindaco |      |
| 2008    | 2014      | Guito Ramoune    | Partito Socialista | Sindaco |      |
| 2014    | in carica | Serge Hoareau    | SE                 | Sindaco |      |

## Galleria d'immagini

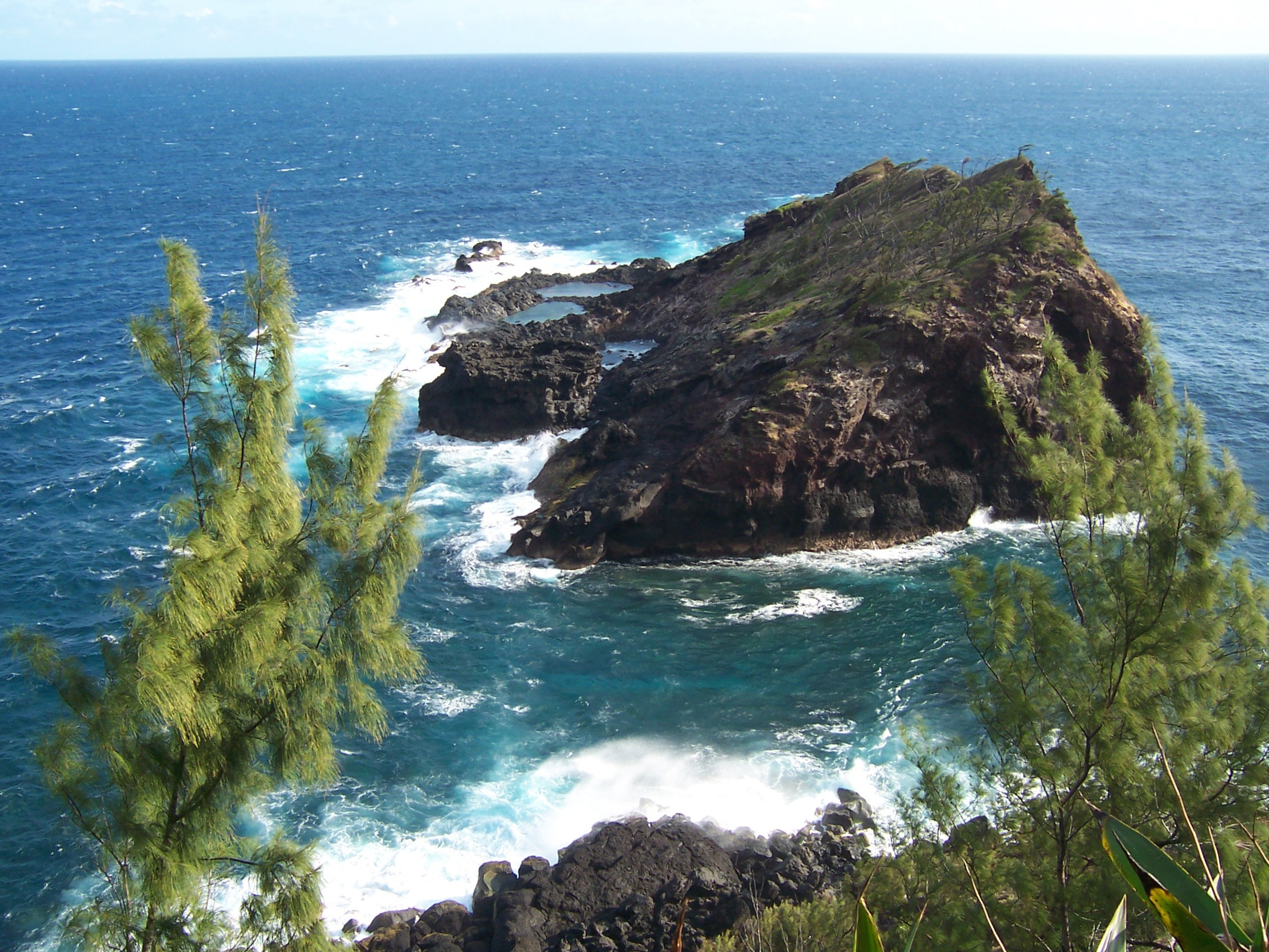
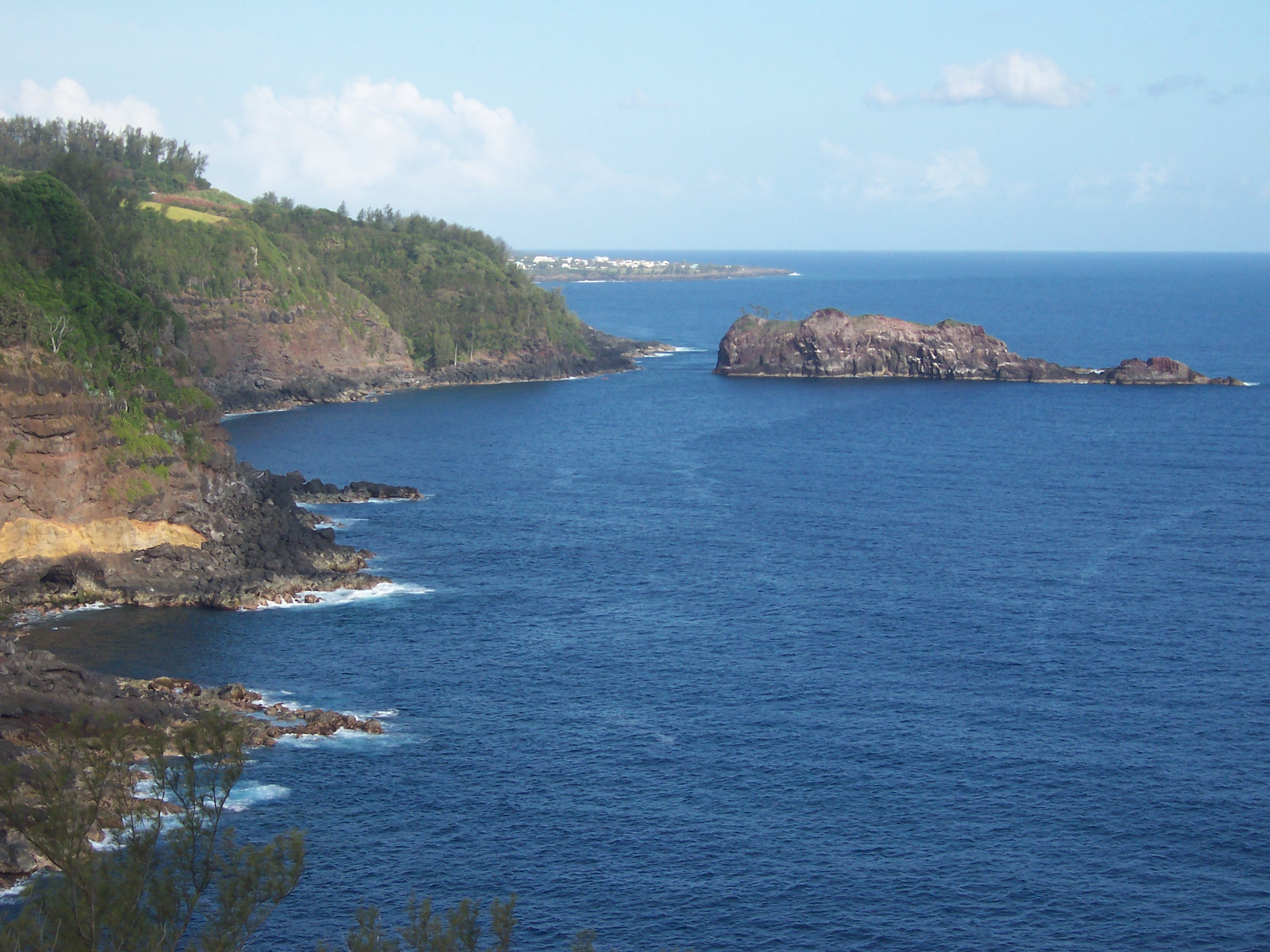
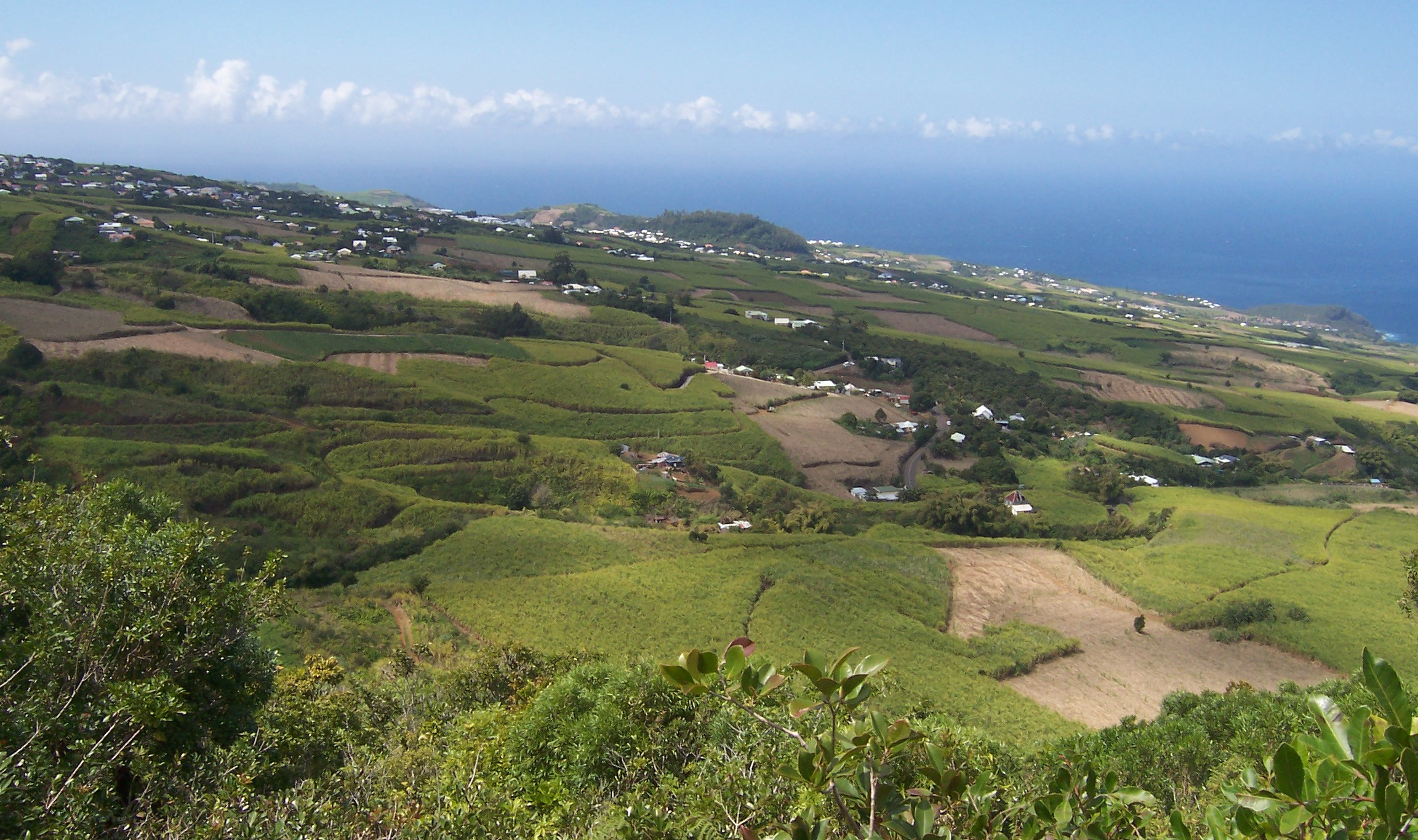
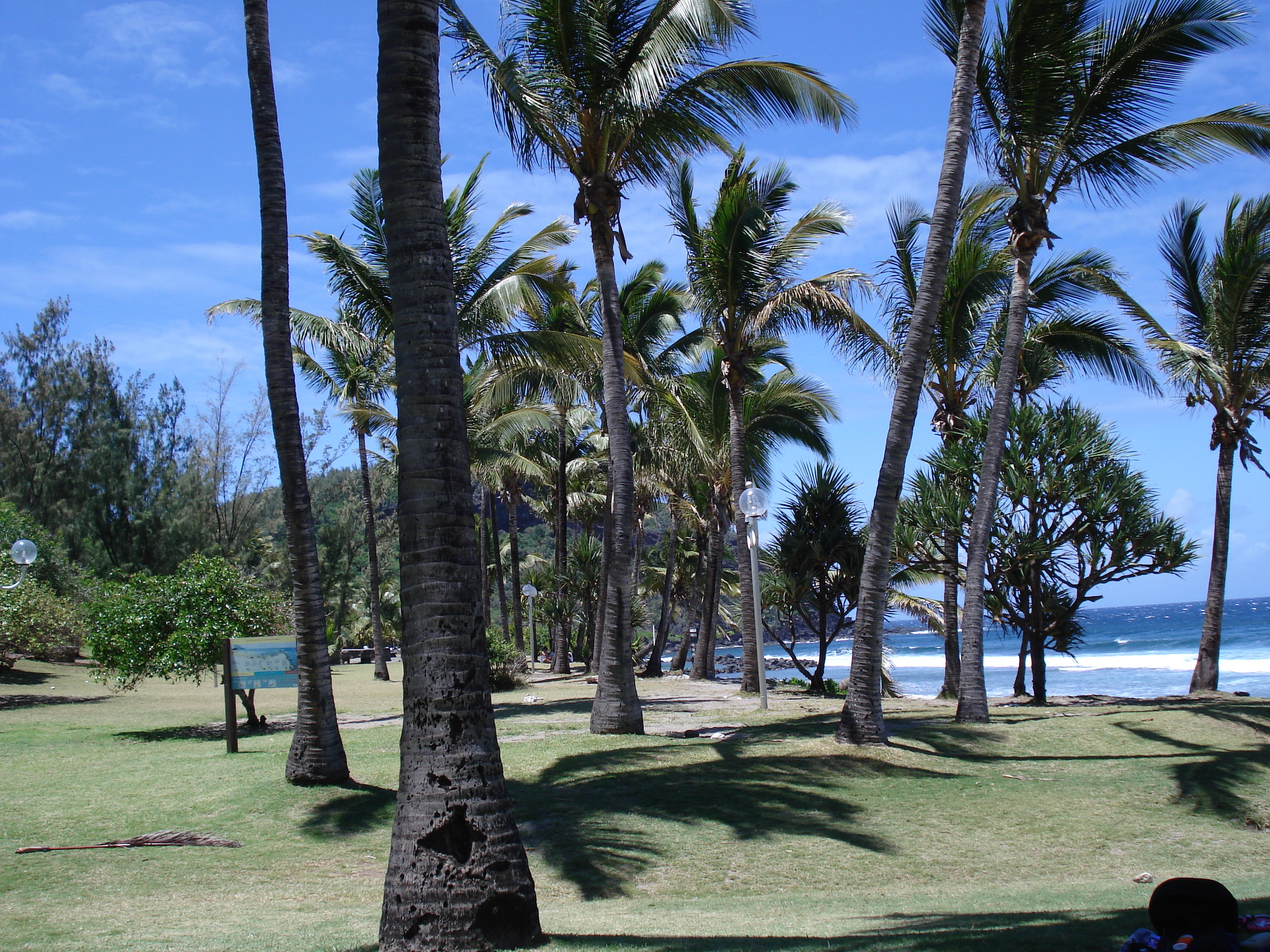
Grand-Anse
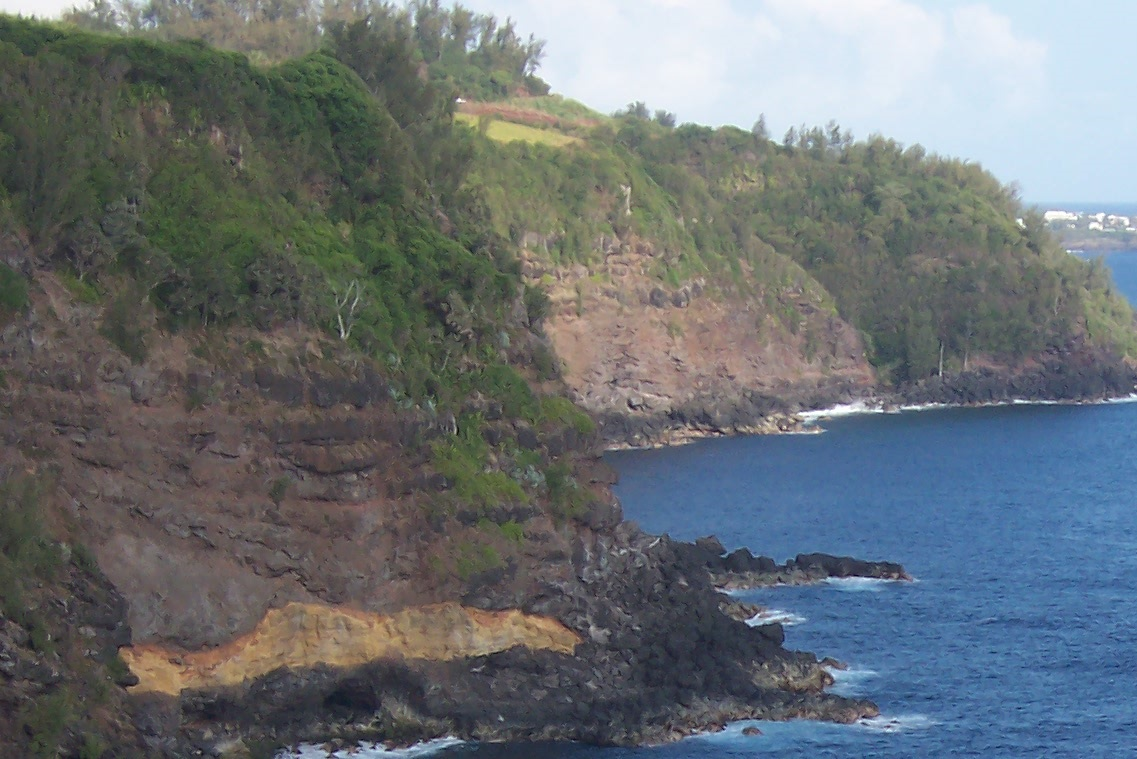